# Fromeréville-les-Vallons
Fromeréville-les-Vallons település Franciaországban, Meuse megyében. Lakosainak száma 212 fő (2022. január 1.). Fromeréville-les-Vallons Béthelainville, Marre, Montzéville, Sivry-la-Perche, Thierville-sur-Meuse és Verdun községekkel határos.

## Népesség
A település népességének változása:
| Lakosok száma | 249  | 230  | 258  | 238  | 222  | 212  | 209  | 206  | 207  | 212  |
|               | 1968 | 1982 | 1990 | 2006 | 2013 | 2015 | 2017 | 2019 | 2020 | 2022 |